# Ritratto di Ambroise Vollard (Picasso)
Il Ritratto di Ambroise Vollard è un dipinto a olio su tela realizzato nel 1909-1910 da Pablo Picasso. È conservato presso il Museo Puškin di Mosca.

## Descrizione
È il quadro più esemplificativo del cubismo analitico. Esso rappresenta appunto Ambroise Vollard, un famoso gallerista, amico di numerosi artisti e poeti, raffigurato seduto a una scrivania con un libro aperto in mano. L'immagine dell'uomo emerge a fatica dal reticolo di piani e linee che si intrecciano sulla superficie pittorica e subisce traslitterazioni e trasferimenti. I colori sono ridotti a poche tonalità spente (grigio, ocra). Suggerisce la profondità spaziale attraverso linee diagonali che convergono in un punto che si sviluppa alle spalle del gallerista. Il colore fuoriesce dai margini, creando ancora più confusione.
Il personaggio e lo sfondo sono messi sullo stesso piano, all'interno di una composizione frastagliata. Osservando attentamente il dipinto si può notare come l'artista abbia voluto mettere in risalto solo le caratteristiche più significative del soggetto, per consentire all'osservatore di scavare nella psicologia del modello; infatti Picasso mira più al contenuto che all'apparenza. Si possono notare anche alcuni particolari, che non emergono immediatamente: una bottiglia in alto a sinistra, un libro in alto a destra, un bottone, il fazzoletto nel taschino e al centro il giornale aperto.